# لي دوهرتي
لي دوهرتي (بالإنجليزية: Lee Doherty)‏ هو لاعب كرة قدم بريطاني، ولد في 1979 في إنجلترا في المملكة المتحدة. لعب مع برايتون أند هوف ألبيون وتشارلتون أثلتيك ونادي أرسنال ونادي كرولي تاون ونادي ويلدستون لكرة القدم.

## وصلات خارجية
- لي دوهرتي على موقع قاعدة بيانات كرة القدم.إي يو (الإنجليزية)
- لي دوهرتي على موقع Soccerbase.com (لاعب) (الإنجليزية)